# Woodland (Alabama)
Woodland es un pueblo ubicado en el condado de Randolph en el estado estadounidense de Alabama. En el censo de 2000, su población era de 192.

## Demografía
En el 2000 la renta per cápita promedia del hogar era de $31,500, y el ingreso promedio para una familia era de $41,250. El ingreso per cápita para la localidad era de $17,106. Los hombres tenían un ingreso per cápita de $43,750 contra $24,375 para las mujeres.

## Geografía
Woodland está situado en 33°22′25″N 85°23′45″O / 33.37361, -85.39583 (33.373655, -85.395700)
Según la Oficina del Censo de los EE. UU., la ciudad tiene un área total de 1.13 millas cuadradas (2.91 km²).